# Арменска миниатюра
Арменската миниатюра е изкуство на живописната украса на ръкописните книги и свитъци на средневековна Армения. Традицията възниква с появата на арменската азбука и възможност за превод на църковните писания, евангелия и библии. Книжната живопис се развива на историческите територии на арменците на няколко етапа, всеки от които се представя с определена художествена школа. Най-големия разцвет постига в Киликийското царство, последният изтъкнат средновековен миниатюрист е художникът Акоб Джугаеци от арменската диаспора в Исфахан.

## Описание
Съхранени са почти 25 хиляди средновековни арменски ръкописи, около 10 хиляди от тях са илюстрирани, пълноценни миниатюри се съдържат в приблизително 5 – 7 хиляди. Най-много живописна украса има в църковните книги, евангелия и библии. Ръкописите са създавани в скрипториите на църквите и манастирите, като се различават два художествени клона: източен с центрове в манастирите Татев, Гладзор, Ахпат и др. и западен с центрове в Скевра, Румкале, Дразарк, Акнер.
Сред арменските рукописни книги най-богато са украсени четвероевангелията. Техните тематични миниатюри представят каноническите сюжети от живота на Христос. Библиите и други манускрипти се илюстрират по-рядко.
Живописният декор на евангелията се променя с времето. В основния и пълния си вид той се състои от 8 – 10 орнаментални структури, оформени като арки – хорани. Хораните символизират входа в евангелие и в тях се вписват таблиците на „Каноните на съгласие“ (Евсевиевите канони), разработени и въведени от Евсевий Кесарийски в 4 век. Таблиците съдържат номерата на откъсите от евангелия, за съдържание на които евангелистите са в съгласие или дават близки свидетелства. Таблиците с „Каноните“ се използват за намиране на търсения фрагмент във всяко едно от четирите евангелия.
По-късно горната дъгова част на арката се заменя с правоъгълна заставка, която се запълва с пищен орнамент, с изображения на човешки фигури, на реални и митични животни и птици, а колоните се превръщат в декоративни ленти. Първото тълкование на тези изображения се дава от арменския богослов Степанос Сюнеци през 8 век. Те се свързват с християнската символика, макар че имат и езически елементи. Съдържат също така образи от реалния живот – актьори в маски, дресировчици с животни, жонгльори, сцени от представления и портрети на исторически лица. С течение на времето към украсата на хораните се добавят нови мотиви, които вече не съответстват на тълкованието на Степанос Сюнеци. Новото тълкование се дава през 12 век от католикос Нерсес Шнорали.
Миниатюрите в ръкописите със светско и култово съдържание са свързани с бита на арменците. Рисунките изобразяват селскостопанските дейности, земеделските инструменти, впрегатни животни. Срещат се рисунки на овощни градини, лозя, ловни и риболовни сцени, ветроходни кораби. Има изображения на строителни дейности, занаяти, различни ритуали и представления. По рисунките в миниатюрите могат да се изучават многобройните видове оръжие, доспехи, оръдия. Показани са също техниките и инструментите, свързани със създаването на ръкописи.

## История
Първите илюстрирани евангелия вероятно се появяват още през 5 век, когато започва техният превод на арменски език. Най-древните запазени миниатюри са от 6 – 7 век.
Иллюстрациите от периода 9 – 10 век се разполагат в началото на книгата и представляват каноничен ред от символични миниатюри. От това време в арменската миниатюра се проследяват две основни стилистически направления – академично и народно. Първото е присъщо на произведения, създадени по поръчка на княжеските фамилии – те се отличават с великолепие, живописност, богат орнамент и изобилие от злато. Така са украсени „Евангелието на царицата Мълке“ (862 г.), „Ечмиадзинското евангелие“ (989 г.). Второто направление се характеризира с графичност, лаконичност, изразителност на образите и близост към народното изкуство. 
Миниатюрите от първата половина на 11 век са линейни, с акварелно оцветяване, евангелистите се изобразяват като изправени фигури, по двама или четирима. При някои от ръкописите илюстрациите съдържат сцените от земния живот на Исус Христос, събрани в една тетрадка. Всяко едно от евангелия започва с образа на евангелиста, появяват се и първите текстови илюстрации. През втората половина на 11 век се откроява анийската школа на ръкописната книга, образецът на която е „Евангелието на Могни (Мугни)“. Ръкописите на тази школа са богато илюстрирани с флорални мотиви и изображения на реални и митични същества. В тях се установява иконографският тип портрет на седнал евангелист и се оформя титулната страница. Тематичните миниатюри се разполагат след хораните по двойки – на разгърнати листа или една над друга, с което наподобяват някои византийски образци. Представителният характер на илюстрациите се подчертава в текста чрез златните главни букви на заглавията и оформяне на окончания във вид на кръст или геометрична фигура.
Експансията на Византия и Селджуките кара арменските царски и княжески фамилии да се местят в западните провинции на Армения. В ръкописите от тази среда се проявява нов подход към илюстрирането. При него в хораните се използва по-широк кръг от символичните изображения, тематичните миниатюри се разпределят в съответствие с текста, въвеждат се много маргиналии. При по-нататъшното развитие на миниатюрата появилата се нова тенденция намира своето продължение в киликийските ръкописи. Създадените в този регион миниатюри съдържат орнаменти и фигури, в които се проявява влиянието на византийското и сирийско изкуство, но арменската художествена традиция остава запазена.
Украсата на евангелията от 12 век е опростена и съдържа сравнително малко тематични (сюжетни) миниатюри. По това време титулната страница на книгите придобива своя окончателен вид със специфични миниатюрни орнаменти. През втората половина на 12 век се развива изкуството на илюстрирането на църковните сборници. Тези големи ръкописи имат в началото си изображение на героя или автора на Житието, а текстът в тях започва с живописна начална буква.
Първата половина на 13 век, до нахлуването на монголските нашественици, бележи нов период в развитието на миниатюрната живопис с център в Ани. В средата на века се активизират скрипториите в редица манастири, през последната четвърт на столетието се развиват художествените школи на Гладзор и Васпуракан. През 13 век най-голям разцвет има школата в Румкале. През същия период появяват се и миниатюри със светско съдържание.
През 14 век миниатюристите развиват свой индивидуален стил, илюстрациите на ръкописите стават разнообразни по отношение на образи и орнаменти. Продължават се традициите на Гладзорската школа, запазва се влиянието на Киликийската школа, възраждат се темите на сюжетните миниатюри. По-късно през 14 век, поради загуба на арменската държавност, изкуството на миниатюрата се развива главно в арменската диаспора в Крим, Константинопол и др. В самата Армения ценни ръкописи продължават да се създават в западните области, принадлежали някога на Велика Армения. При тях е забележимо влиянието на палеологовия стил. Изкуството на средновековната арменска миниатюра завършва своето развитие през 17 век. Последният голям арменски миниатюрист е представителят на Джулфинската художествена школа, Акоб Джугаеци.

## Художествени школи
Ръкописите отпреди 11 век са твърде малобройни, за да се определят художествените направления. Систематизирането на миниатюрите в съответствие с живописната традиция и стил става по-достъпно при произведенията от 12 век.

### Киликийска школа
Киликийската школа се формира през 12 век и съществува до 80-те години на 14 век. По-голямата част на киликийските ръкописи са изработени от пергамент, боите са по-маслени и създават впечатление на пастелни. През ранния период на школата миниатюрите се изработват в скрипториите на манастирите Дразарк, Скевра, Акнер. Най-древните рукописи на тази школа са предимно от Дразарк. Скевра става център на киликийската школа през втората половина на 12 век и там се формират основните принципи на художествения стил. Сред специфичните му характеристики са симетрията на човешкото тяло, правилното възпроизвеждане на отделните фрагменти на орнамента, стремежът към индивидуалното следване на изобразителните правила и използване на оригинална графична техника. След относителния упадък през първата половина на 13 век школата се възражда през втората половина на века и център на нейното развитие стават скрипториите на Румкале.
През 1149 г. в Румкале се мести престолът на католикоса. Скрипториите на Румкале започват своето развитие през 60-те години на 12 век. Най-старият илюстриран ръкопис на тази школа е евангелието от 1164 г. През първата половина на 13 век художниците от Румкале украсяват киликийските евангелия от 12 век. Характерната черта на техните илюстрации е променената визия на хораните – те губят своята архитектоничност, тяхното горно поле заприличва на орнаментен килим, а капителите и базите се превръщат в животински маски. Фауната и флората, богато представяни и по-рано, придобиват по-реалистична интерпретация. Символичните маргиналии изцяло запълват полетата в хораните. Текстовете на титулните листове и началните текстове на писанията се изписват със злато или смес от злато и боя, при което всяка буква, подобно на мозайка, се разделя на малки разноцветни парченца и се обрамчва с червени точки и завъртулки. Използва се повече злато – то или запълва празното пространство на рисунката и служи като фон, или се постила под рисунката, добавяйки своя цвят.
Разцветът на школата в Румкале през втората половина на 13 век е тясно свързан с дейността на католикоса Костандин I Бардзрабердци – по-голямата част от ръкописите в Румкале се създават по негова поръчка. От това време са запазени голям брой ръкописи. Системата на илюстрирането на евангелията при тях има незначителна промяна, а тематичният и орнаментален обхват е съществено разширен.
От средата на 13 век скрипториите на Гърнер, Акнер, Машкевор, Тарс, Бардзраберд се обединяват в школата на архиепископ Ованес Аркайехбайр, брат на киликийския цар Хетум I. Тя е близка до Придворната школа, която функционира през 13 – 14 век. Стилът на нейните художници се развива по посока към по-голяма драматизация на образите и експресивност на украсата.
Сред известните имена на киликийските миниатюаристи са:
- Григор Мличеци – работи в Скевра, автор на илюстрациите на „Книгата на скръбните песнопения“ (1173 г.) и на Лвовското (Скеврско) евангелие (1198 г.).
- Киракос – първият художник на школата в Румкале.
- Ованес Аркаейхбайр – основател на школата в Гърнер.
- Торос Рослин – един от най-изтъкнатите миниатюристи. Работи основно в Румкале, представител е на Придворната школа. Миниатюрите на Рослин се смятат за върхово постижение на арменското книжно изкуство.
- Саркис Пидзак – последният голям киликийски художник, работи до 1375 г. В своите миниатюри използва плосък геометричен стил, симетрични композиции, ярки локални багри, типови фигурни изображения. Някои негови орнаменти, заставки и маргиналии се използват като образци при оформянето на първите печатни книги в Армения в началото на 16 век.

### Гладзорска школа
Монголското нашествието води до упадък на културния живот на Армения и едва към края на 13 век княжеските фамилии Орбелян и Прошян от източната провинция Сюник на Велика Армения успяват да възродят творческия живот на страната. Сюник става един от най-важните центрове на арменската живопис и миниатюрата там се развива от края на 13 век до средата на 14 век. Ръкописите се изработват в манастира Гладзор, на чиято територия по-късно се създава Гладзорският университет. Школата е активна в продължение на около 60 години. Нейните майстори развиват традициите на Киликийската школа, но в стила си проявяват значителна самостоятелност. Чертите на реализма, характерни за гладзорската миниатюра, най-силно се проявяват в украсата върху полетата. Една от особеностите на школата е свързана с палитрата на цветовете, в частност с уникалното съчетание на черния и златния цвят. Късните работи на майсторите от тази школа се доближават към палеологовото изкуство на това време. В сравнение с другите школи стилът на художниците от Гладзор е най-близък до монументалното изкуство. Традициите на Гладзорската школа имат продължение в други културни центрове на средновековна Армения.
Най-известните представители на школата са:
- Момик – прочут също като архитект и скулптор-монументалист, проектирал и построил църкви за княжеския род Орбелян. Предполага се, че започва своята дейност като миниатюрист през 1283 г. в Киликия и става известен след като украсява евангелието за царицата Керан. Миниатюрите на Момик се отличават със своята монументалност, хармония на цветовете, разнообразие на образи и изразителност на портретите. Работите му са от последните десетилетия на 13-и и първите на 14 век.[12]
- Торос Таронаци – освен художник, той е и учен, поет и калиграф. Работи през първата половина на 14 век и се смята за приемник на Момик. Илюстрираните от него ръкописи се отличават с многообразие на орнаментални украшения и богатство на растителни и геометрични мотиви. В своите миниатюри използва елементите на народното творчество и на езическото изкуство. Запазена е книгата, чието илюстриране е започнато от Момик и е завършено от Торонаци. В паметната записка (колофон), написана от самия Момик, се казва, че болестта на очите му е попречила да завърши работата и илюстрациите са довършени от друг миниатюрист от Гладзорската школа – Торос Таронаци.[12][17]

### Васпураканска школа
Васпураканската школа, понякога наричана Ванска – на името на централния град на областта Васпуракан – е най-голямата и най-дълго съществувала в историята на арменската миниатюра. Тя възниква през последната четвърт на 13 век чрез обединение на художествените традиции на скрипториите на областта и продължава своята дейност до края на 17 век. Изкуството на тази школа се характеризира с устойчива местна традиция, архаична неканонична иконография и стил, свързан с народното творчество. Рукописите са по-често на хартия, илюстрирани са с акварел, поради което миниатюрите им се отличават със своята прозрачност.
Първите центрове на тази школа се формират в северните райони на Васпуракан. Украсата на техните ръкописите от 13 – 14 век силно се различава от изисканите и бляскавите илюстрации на Киликийската школа. Васпураканските миниатюри от това време имат опростен стил с линейни орнаменти и фронтални фигури. Възходът на школата е от 50-те години на 14 век до края на 16 век. През това време в различните градове на Васпуракан възникват и се развиват многобройни центрове на ръкописното изкуство. Известност придобиват художниците от град Востан. Голям център възниква в Хизан, неговите традиции се поддържат до края на 16 век.
Васпураканская школа като цяло има религиозно-догматичен характер, съчетан с фолклорен колорит. Специфичните черти на школата се проследяват в най-добрите произведения на нейните миниатюристи от втората половина на 14 век и целия 15 век. Последните години на 15 век бележат началото на постепенните промени в стила и виждането на художниците от скрипториите на Васпуракан. През 16 век все още има известни миниатюристи, които следват средновековната художествена традиция. С настъпването на 17 век васпураканската миниатюра се променя под влияние на европейската книжна илюстрация.
От големите имена на Васпураканската школа повече е известно за:
- Григор Хлатеци – религиозен деятел с многостранни интереси в областта на науката и изкуството; освен миниатюри илюстрира и своите исторически съчинения.
- Закария Гнунеци – от княжеския род Прошян, поет и миниатюрист, учител на Акоб Джуганеци; запазени са неговите миниатюри на Ванското евангелие от 1575 г.

### Татевска школа
След закриването на университета в Гладзор през 1384 г. поради монголското нашествие, той се пренася в Татевския манастир. Инициативата за това е на княжеската фамилия Орбелян от областта Сюник и нейният резултат е създаването на Татевския университет, който остава единственият образователен център в източната част на Армения. Предполага се обаче, че школа за живописната украса на ръкописите съществува в Татевския манастир още през 9 век. Татевската школа на университета действа до 1435 г., когато манастирът изгаря по време на тимуридското нахлуване.
Татев продължава традициите на Гладзорската школа и ги развива. Татевската миниатюра внася в книжната живопис реалистичност на образи в съчетание с традиционност и популярната в народното изкуство орнаменталност. Запазени са неголям брой на ценни татевски ръкописи. От тях се извеждат основните черти на школата – монументализъм, изразителни образи, изобилие от орнаменти, плътно насищане с червени, сини и виолетови багри. Някои ръкописи не съдържат тематични миниатюри. Златният век на школата е през периода между 1390 г. и 1435 г., но стилът ѝ се проследява до 16 – 17 век в произведенията на свързаните с Татев центрове на миниатюрната живопис. Най-известни и добре изучени са илюстрациите от 1378 г., създадени от големия арменски богослов и ректор на Татевския университет, Григор Татеваци.

### Кримска школа
Кримската школа се развива през периода 14 – 17 век. След разпадането на арменската държавност тя се превръща в един от центровете на развитието на арменската култура. В скрипториите на Крим се преписват и илюстрират стотици ръкописи. Кримските художници следват арменските традициите на книжното изкуство, като най-голямо е влиянието на Киликийската школа. Те запазват националните особености и същевременно обогатяват арменската миниатюра със заемки от византийско и западноевропейско изкуство. Главните центрове на миниатюрата са в Сурхат (Стари Крим) и Кефе. През 15 век Крим е превзет от татарите и арменският културен живот претърпява определен упадък. Отново се възражда през 17 век. Един от най-известните миниатюристи на това време е Нигохос Дзахгарар. Постепенно образците на книжното изкуство на предходните поколения почват да доминират и се появява тенденцията те да се използват като шаблони. Новото време и навлизането на печатната книга променят иконографската тематика. Съществува мнение, че в Крим, през 18 век, арменската миниатюра от произведение на изкуство се превръща в продукт на занаят.

## Материали
Най-старите ръкописи са от пергамент. Неголемите ръкописи са с фини листове, изработени от агнешка, ярешка или телешка кожа. Големите и тежките ръкописи са от по-плътен и траен пергамент. След появата на хартията през 12 век пергаментът се използва за ръкописите с голям брой илюстрации. Качествената хартия не съдържа дървесна маса и се обработва така, че да наподобява пергамент. Листовете пергамент или хартия се групират по три и се прегъват наполовина, така че се получава тетрадка от 6 листа. Тетрадките се запълват с текст и живопис, след което се подвързват като книга.
Техниката на миниатюрната живопис се описва в специални ръководства паткерусуйци, майсторите имат свои рецепти за бои и мастила. За наситен пурпурен цвят се използва боята „кармин“, приготвена от насекоми. Боите се нанасят с пера, фини четки или тънки тръстикови пръчици. Рисунките се полират или се покриват с восък, за да блестят като злато. До 13 век се използва златен варак, по-късно в употреба влиза и фин златен прах. За нанасянето на редовете за текст, правите линии в хораните, кръговете на нимбовете и дъгите на арките повърхността на пергамента или хартията леко се надрасква с помощта на линийки и пергели. 

## Евангелия
Арменските ръкописи се съхраняват в много музеи и библиотеки по света, най-известният от които е Институтът за древни ръкописи Матенадаран в Ереван. Запазените илюстрации подробно се изучават от художествена и иконографска гледна точка и служат като материал за систематизиране на стиловете, определяне етапите на развитие и оценяване на постиженията на арменската миниатюра.

### Евангелие на царицата Мълке
Най-старият датиран илюстриран ръкопис на средневековна Армения е „Евангелието на царицата Мълке“ от 862 г. Според изследователите ръкописът в свързан с Васпуракан като място на неговото създаване, но не и с художествената му школа. Евангелието е написано с шрифт еркатагир, съдържа 464 пергаментни листа, 6 хорана, 4 изображения на евангелисти и една миниатюра „Възкресение“. Евангелието носи името на втората съпруга на царя на Васпуракан, Гагик Арцруни. Ръкописът се намира в библиотеката на Венецианския орден на мъхитаристите (арменски католици) на остров Сан Лазар.

### Ечмиадзинско евангелие
Едно от най-известните и най-изучени е Ечмиадзинското евангелие от 989 г. Представлява четвероевангелие, съдържа 233 листа пергамент с размери 35х28 cm. Колофонът на ръкописа има данните за създаването му – книгописецът е Ованес, мястото е манастирът Бхено Нораванк в Сюник. Миниатюрите са нанесени от двете страни на листовете. В края на ръкописа има добавени 4 листа със значително по-стари миниатюри от 6 – 7 век. Те представят темите „Благовещение на Захария“, „Благовещение на Мария“, „Поклонение на влъхвите“ и „Кръщение“. Ръкописът се съхранява в Матенадаран под номер 2374.

### Карско евангелие
Карското евангелие е четвероевангелие, принадлежало на царя на Карс, Гагик. Създадено е около 1064 г. и се съхранява в арменската църква Свети Яков в Йерусалим. Съдържа 481 листа от дебел пергамент с размери 46х35 cm. Текстът е изписан с еркатагир в две колони по 15 реда. До 1703 г. ръкописът губи голям брой от своите листове, част от които са изрязани или премахнати. Липсва първоначалният колофон с датата на създаване и имената на създателите. В ръкописа има записки, в които се споменават царят Гагик, царицата Гурандухт и дъщерята им Марем. Предполага се, че ръкописът съдържал 4 портрета на царското семейство, включени на края на всяко евангелие. Вероятно евангелието е създадено и илюстрирано на територията на Велика Армения, може би в Карс. Според някои изследователи „Карското евангелие“ до края на 13 век се намира в Киликийското царство, а след това е пренесено в Йерусалим.

### Ахпатско евангелие
Ахпатското евангелие е четвероевангелие, написано е на пергамент в две колони. Съдържа 360 листа с размери 30х22 cm. Съгласно колофоните то е създадено през 1211 г. в скриптория на манастира Ахпат по поръчка на свещеник от Ани. Миниатюрите са дело на художник от манастира Бехенц в Ани. Украсено е с 10 хорана, 2 миниатюри – „Вход Господен в Йерусалим“ и „Посвещение на ръкописа на Исус Христос от поръчалия го свещеник Саак и неговия брат Аракел“, титулни листа и портрети на евангелистите в началото на всяко евангелие. Страниците с текста съдържат многобройни маргиналии и орнаментирани инициали. Текстът на титулните страници е написан със злато. Инициалите са понякога със символа на евангелиста. Евангелистите Матей, Марк и Лука са изобразени седнали, Йоан стои прав на фона на храм, до него е неговият ученик. Ръкописът се намира в Матенадаран под номер 6288.

### Евангелие на царицата Керан
„Евангелието на царицата Керан“ е образец на Киликийската школа. Ръкописът е създаден през 1272 г. в столицата Сис на Киликийското царство. Евангелието се преписва и илюстрира по поръчката на Керан, съпругата на царя Левон II (Левон III). Книгописецът е известен и се казва Аветис. За миниатюриста няма данни, предполага се, че това е или Торос Рослин, или някой от неговите ученици. Ръкописът съдържа много миниатюри, изобразяващи сцени от живота на Христос. Освен тях има една миниатюра, в долната част на която се намират образите на царя, царицата и техните деца. Евангелието се съхранява в Йерусалим, в арменската църква Свети Яков.

### Лвовско евангелие
Лвовското евангелие, наричано също „Скеврско“ – според мястото на неговото създаване, съдържа миниатюри на известния киликийски художник Григор Мличеци. Илюстрирането на ръкописа е завършено в Скевра през 1198/99 година. Евангелието се смята за изключителен образец на ранния етап на киликийската книжна традиция, оказал влияние върху нейното по-нататъшно развитие. Съхранява се в Полша, отначало в град Гнезно, през 2006 г. се предава в Националната библиотека във Варшава.

### Зейтунско евангелие
Зейтунското евангелие е най-ранното произведение на именития миниатюрист Торос Рослин с потвърдено авторство. Създадено е в скриптория на Румкале през 1256 г. По време на арменския геноцид от нея се откъсват ценните страници с таблиците на „Канони на съгласие“. Днес страниците са намерени и се съхраняват като обект с номер Ms. 59 (94.MB.71) в Музея Гети, Лос Анджелис, по споразумение с Арменската апостолическа църква. Книгата се намира в Матенадаран (Ms. 10450).